# Cap Goven
Pour les articles homonymes, voir Goven (homonymie).
Le cap Goven (en russe : Мыс Говена, mys Govena) est un cap situé à l'extrémité de la péninsule Govena, à l'est de la péninsule du Kamtchatka, dans l'Extrême-Orient russe. La péninsule Govena sépare la baie d'Olioutorski (au nord) du golfe Karaguinski et de la baie de Korf (au sud).
Le cap Goven s'achève par des falaises grises, peu élevées sur son versant sud. Les explorateurs cosaques du XVIIIe siècle le nommèrent cap Govenski (du Koriak « Gyvvyn », pierre). 
Le cap Goven est l'habitat de mammifères marins tels que l'otarie et le phoque. La région compte également un grand nombre d'ours bruns, de lièvres arctiques et de mouflons.